# Jakob Müller (Bildhauer)

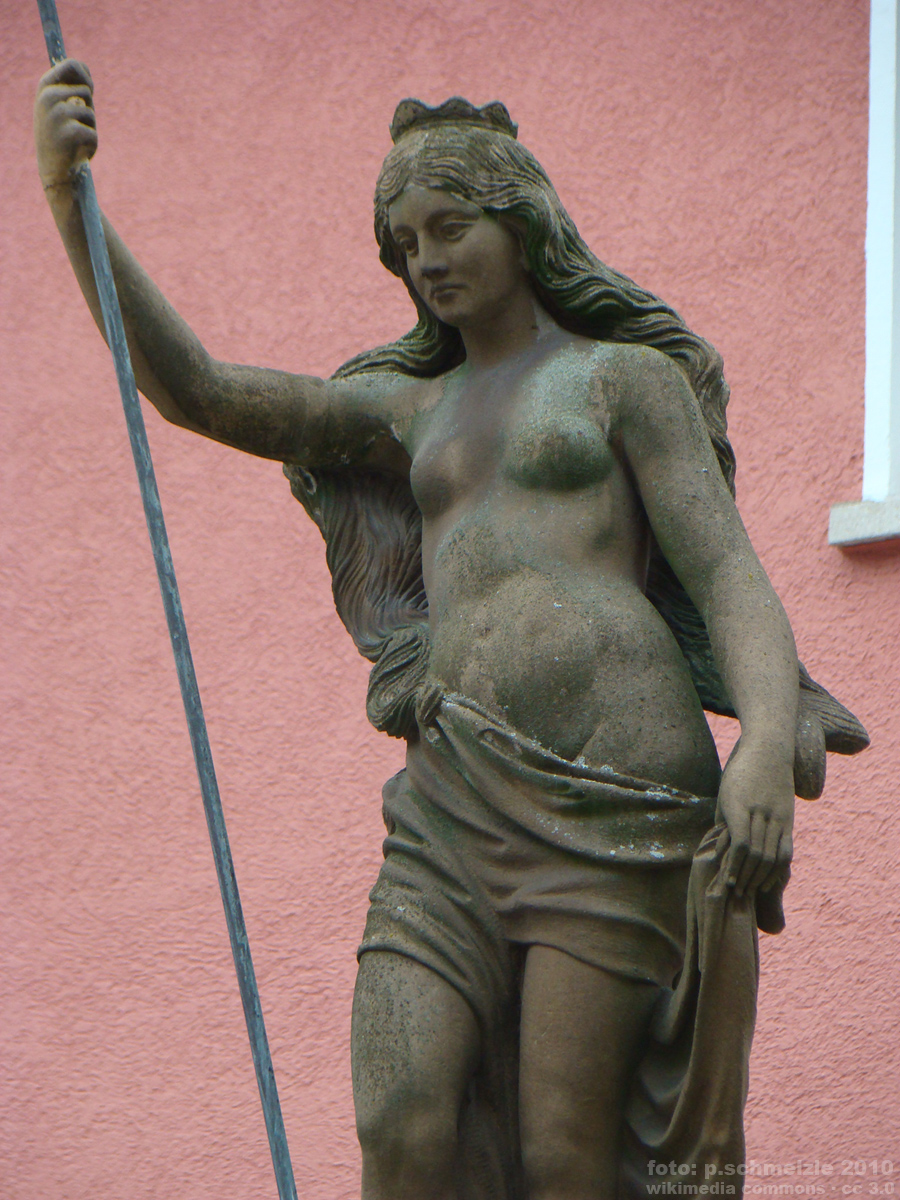
In Heilbronn schuf Müller insgesamt fünf Brunnen (hier die Kopie einer Fortuna)

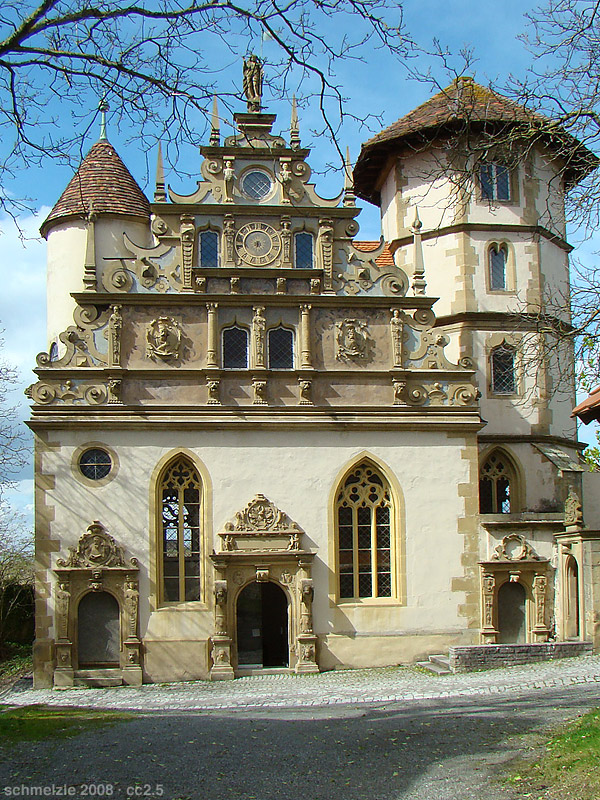
Müllers Hauptwerk ist die Schlosskapelle in Liebenstein

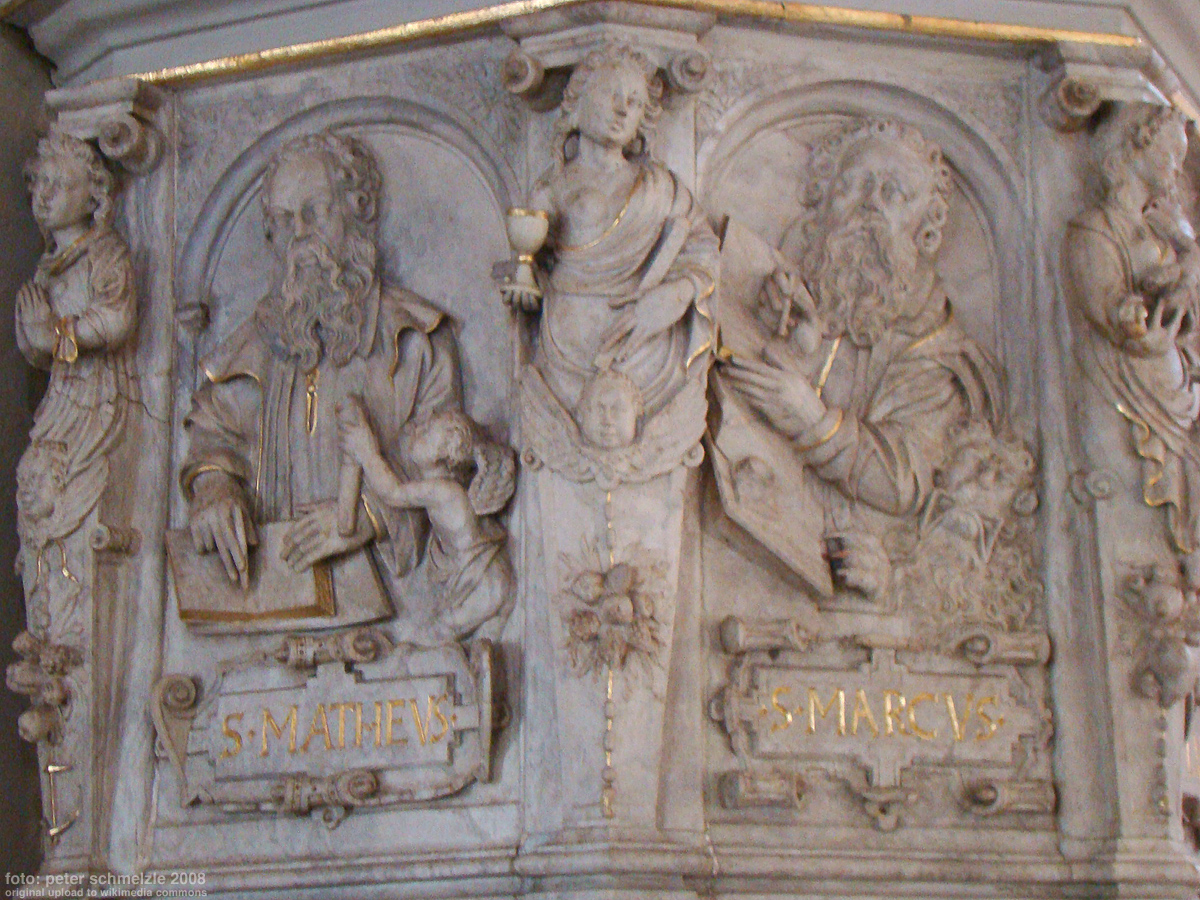
Die Kanzel der Stadtkirche St. Salvator in Neckarbischofsheim von 1611 ist das letzte größere Werk Müllers

Jakob Müller (* 1565 in Wimpfen; † 1611) war Bildhauer, Steinmetz und Bildschnitzer in Heilbronn und Schüler von Adam Wagner.

## Leben
Er entstammte einer Hohenloher Maurerfamilie. Der Vater Georg Müller stammte aus Bächlingen, heiratete 1564 in Wimpfen Margarete Heroldtin und zog dann nach Heilbronn, wo er 1569 das Bürgerrecht erhielt. Sohn Jakob wurde wohl 1565 noch in Wimpfen geboren, war von 1581 bis 1584 bei Adam Wagner in der Lehre und leistete 1585 in Heilbronn den Bürgereid.
Nach der Lehrzeit bei Wagner arbeitete Müller zunächst für den Maurer Hans Stefan. In dessen Auftrag schuf er 1586 ein Wappen für den Abt von Schöntal und brachte darauf seine Steinmetzzeichen und seinen Namen an. Dieses Werkstück ist die erste belegte Arbeit Müllers, zumal Stefan das Steinmetzzeichen und den Namen Müllers wieder entfernt hat und es ein gerichtliches Nachspiel dazu gab, dessen Unterlagen sich erhalten haben. Nach der Zusammenarbeit mit Stefan machte sich Müller selbstständig, war aber auch immer wieder für seinen früheren Lehrherrn Wagner tätig. Er erhielt Aufträge für Grabplastiken, Portale und Brunnen von der Stadt Heilbronn, aber auch von den Herren der umliegenden ritterschaftlichen Gebiete. In Heilbronn war Müller neben Adam Wagner und Melchior Zapf einer von drei Bildhauern, die sich gegenüber dem Rat auch gegen die Aufnahme eines vierten Bildhauers einsetzten.
Seine erste Frau Magdalene und die aus dieser Verbindung hervorgegangenen vier Kinder starben jung. Er ging 1593 eine zweite Ehe mit Maria Strobel ein, der Tochter eines Göppinger Untervogts. Aus dieser Ehe stammten fünf Kinder, von denen vier das Erwachsenenalter erreichten. Er starb spätestens im Herbst 1611, da seine Frau ab dann als Witwe bezeichnet wird. Sie heiratete Heinrich Winter und verstarb 1616.

## Werk
In Heilbronn hat Müller fünf Brunnen ganz oder teilweise ausgeführt. So schuf er den St. Georgsbrunnen, auf dessen Brunnensäule eine Sandsteinfigur des Heiligen Georg auf seinem Pferd im Kampf mit dem Drachen stand, die 1591 von Jakob Müller ursprünglich für den Fleinertorbrunnen geschaffen hatte. Steinmetz Müller erhielt für dieses Werk 45 Gulden und einen Malter Frucht. Nachdem man die neue Georgsfigur jedoch auf die Brunnensäule des Hafenmarktbrunnens gesetzt hatte, verblieb auf dem Fleinertorbrunnen eine ältere Figur zum selben Motiv, bis Müller 1601 auch für diesen eine neue Figur schuf. Außerdem hat er in Heilbronn das Grabmal für Pfarrverweser Christoph Rollwag gefertigt, das als einziges von Müller gestaltetes Grabmal mit dessen Namen bezeichnet ist. Einen weiteren Georgsbrunnen errichtete Müller in Bönnigheim.
1590 errichtete er den Brunnen im Schloss Presteneck für Hans Walther von Gemmingen. 1591 schuf er das Epitaph für die zweite Frau des Mundelsheimer Amtmanns Johann Wolff, später folgten noch das Grabmal für Wolffs Mutter und nach Wolffs Tod 1600 auch dessen eigenes Grabmal. 1593 erstellte er das Grabmal für Christoph Wilhelm von Massenbach in der Georgskirche in Massenbach. Für Wolf Dietrich von Gemmingen fertigte er 1592 das Portal des Schlosses Gemmingen und für den 1595 verstorbenen Schlossherrn im Auftrag von dessen Witwe danach auch ein Epitaph. Auch das Grabmal für den pfalz-neuburgischen Rat Johann von Gemmingen von 1599 dürfte ein Werk Müllers sein.
Für die Patrizierfamilie Lemlin schuf Müller das Grabmal des Philipp Christoph von Lemlin in der Georgskirche in Horkheim. Für die Sturmfeder von Oppenweiler errichtete er das Grabal Friedrichs XII. Sturmfeder († 1597) in der evangelischen Kirche von Oppenweiler. Auch das Grabmal von Burkhard Sturmfeder und seiner Frau Anna von Helmstatt in derselben Kirche sind wohl von Müller.
Für die Herren von Liebenstein schuf Müller Grabmäler in der Cyriakuskirche in Bönnigheim. Außerdem gestaltete er 1599/1600 die Schlosskapelle zu Liebenstein, die als sein Hauptwerk gilt.
1602 bewarb er sich für künstlerische Steinmetz-Arbeiten am Heidelberger Schloss, doch sein Angebot wurde abgelehnt. Anschließend war er in Heilbronn tätig, lieferte 1604 ein Epitaph für die Herren von Venningen nach Zuzenhausen, errichtete 1606 ein Grabmal für die Heilbronner Patrizierfamilie Feurer und war später an der Renovierung der Heilbronner Rathaus-Kunstuhr beteiligt.
Ab 1610 wirkte er beim Umbau der Stadtkirche St. Salvator in Neckarbischofsheim mit, wo er auch das Grabmal für Johann Philipp von Helmstatt in der Totenkirche schuf, das als eine seiner wenigen Arbeiten sein Monogramm IHM aufweist, wenn auch verdeckt und auf dem Kopf stehend. Auch ein Kinderepitaph in der Totenkirche weist eine Signatur Müllers auf, weitere Epitaphe dort lassen sich Müller aus stilistischen Gründen zuordnen.
Moriz von Rauch schreibt Müller mehrere, den gleichen Typus aufweisende Arbeiten zu, darunter die Grabmäler der Herren von Handschuhsheim in der alten Kirche zu Handschuhsheim, die Pforten am Gemmingschen Schloss zu Rappenau sowie die Pforten am Gölerischen Amalienhof zu Sulzbach (1607).
Die ihm von Moriz von Rauch zugeschriebenen Sickingschen Grabmale in Sickingen stammen nicht von Müller, ebenso wenig das Sternenfelsische Grabmal in Kürnbach.
Die typische Werksignatur Müllers ist nicht etwa das Monogramm IHM, wie es auf dem Helmstatt-Epitaph in der Totenkirche von Neckarbischofsheim vorkommt, sondern vielmehr die Verwendung von Früchtebündeln im plastischen Schmuck. Solche Motive sind am Portal der Stadtkirche in Neckarbischofsheim und auf einige der Epitaphen der Totenkirche anzutreffen.